# Unreliable Narrators
 (février 2025).
Si vous disposez d'ouvrages ou d'articles de référence ou si vous connaissez des sites web de qualité traitant du thème abordé ici, merci de compléter l'article en donnant les références utiles à sa vérifiabilité et en les liant à la section « Notes et références ».
 (février 2025).
Unreliable Narrators est un studio de jeux vidéo indépendant basé à Montréal, au Québec, Canada, fondé en 2022. Spécialisé dans la création de jeux vidéo narratifs, le studio met un accent particulier sur la représentation des communautés sous-représentées. Il s’efforce de créer des expériences de jeu immersives et d'explorer des thèmes complexes à travers des récits originaux, souvent inspirés de l’histoire et de la culture autochtone. Le studio est également reconnu pour son engagement envers l'inclusivité dans le secteur du jeu vidéo[réf. nécessaire].

## Historique
Le studio a été fondé par un groupe de développeurs passionnés par les jeux vidéo narratifs, désireux de créer un impact significatif dans l'industrie en mettant l'accent sur des histoires peu explorées. En 2022, Unreliable Narrators a été finaliste pour plusieurs prix lors de la série Indie Ubisoft, un concours prestigieux qui soutient les studios indépendants du Québec. Lors de la 6e édition, ils ont remporté le prix Coup de cœur, une distinction accordée à des projets prometteurs et originaux. Ce prix, présenté par la Banque Nationale, récompense les studios émergents et met en lumière des créations uniques du paysage vidéoludique[réf. nécessaire].
Le studio s’est également fait remarquer pour sa participation à de nombreux événements et festivals, notamment le Festival du Jeu Vidéo de Montréal (2023), où ils ont été invités à présenter leur premier jeu majeur, Two Falls (Nishu Takuatshina), qui a été bien accueilli par la critique pour son exploration profonde des luttes des Premières Nations. Leur objectif est de continuer à produire des jeux qui suscitent des discussions et incitent les joueurs à réfléchir sur des problématiques sociales[réf. nécessaire].

## Jeux développés
- Two Falls (Nishu Takuatshina) (2024) – Un jeu narratif centré sur les cultures autochtones et les luttes communautaires. Le jeu raconte l’histoire de deux protagonistes issus de peuples autochtones qui, à travers leurs parcours, abordent des thèmes tels que l’identité, la décolonisation et les conflits internes. Les critiques ont salué la profondeur émotionnelle de la narration et la manière dont le studio a abordé des sujets sensibles avec respect et authenticité[1].

- Whispers of the Forest (2025, à venir) – Le studio a annoncé son deuxième projet majeur, un jeu d'aventure en monde ouvert qui explore les liens entre l’humanité et la nature. Le jeu se déroule dans une forêt dense, où les joueurs doivent résoudre des énigmes tout en interagissant avec les éléments naturels pour progresser. La particularité du jeu réside dans son approche unique de l’écologie et de la spiritualité des peuples autochtones[2].

## Réception
Les jeux développés par Unreliable Narrators ont été largement salués pour leur originalité et leur narration immersive. Two Falls a été particulièrement apprécié pour sa capacité à susciter une réflexion profonde chez les joueurs. De nombreux critiques ont noté que le studio parvenait à aborder des questions sociales délicates d'une manière respectueuse et nuancée. Le jeu a été présenté dans plusieurs festivals, dont le prestigieux Festival International du Jeu Vidéo de Montréal et la Biennale des Arts Numériques de Québec.